# Puchar Kontynentalny w skokach narciarskich 1996/1997
Puchar Kontynentalny w skokach narciarskich 1996/1997 rozpoczął się 28 czerwca 1996 na skoczni Grajski grič w Velenje, a zakończył 6 kwietnia 1997 w Rovaniemi na normalnym obiekcie Ounasvaara. Zwycięzcą całego cyklu po 48 konkursach został Czech Jaroslav Kahánek wyprzedzając drugiego Austriaka Ingemara Mayra o 191 punktów. Triumfator cyklu z poprzedniego sezonu, Stein Henrik Tuff zajął 107. miejsce tracąc do czeskiego zawodnika 1045 punktów. Najlepszym z Polaków był Adam Małysz, który został sklasyfikowany na 25. miejscu z liczbą 350 punktów.
W planach było zorganizowanie 25 stycznia 1997 konkursu Pucharu Kontynentalnego na skoczni Malinka w Wiśle. Konkurs nie doszedł do skutku z powodu braku komputera na wieży sędziowskiej i mimo dostarczenia brakującego sprzętu na skocznię podjęto ostateczną decyzję o odwołaniu konkursu.

## Kalendarz i wyniki
Opracowano na podstawie
| Lp  | Data             | Miejscowość            | Skocznia                 | Punkt K | Uwagi | 1. miejsce                        | 2. miejsce                       | 3. miejsce                    |
| --- | ---------------- | ---------------------- | ------------------------ | ------- | ----- | --------------------------------- | -------------------------------- | ----------------------------- |
| 1.  | 28 czerwca 1996  | Velenje                | Grajski grič             | K-85    | –     | Samo Gostiša                      | Primož Peterka                   | Naoki Yasuzaki                |
| 2.  | 29 czerwca 1996  | Velenje                | Grajski grič             | K-85    | –     | Kenji Suda                        | Samo Gostiša                     | Naoki Yasuzaki                |
| 3.  | 14 sierpnia 1996 | Courchevel             | Tremplin Le Praz         | K-120   | –     | Nicolas Dessum                    | Hideharu Miyahira                | Lucas Chevalier-Girod         |
| 4.  | 18 sierpnia 1996 | Zakopane               | Średnia Krokiew          | K-85    | –     | Naoto Itō                         | Marcin Sitarz                    | Jaroslav Kahánek              |
| 5.  | 8 września 1996  | Frenštát pod Radhoštěm | Areal Horečky            | K-90    | –     | František Jež                     | Jaroslav Kahánek                 | Jaroslav Sakala               |
| 6.  | 21 września 1996 | Hakuba                 | Olimpijska               | K-90    | –     | Masahiko Harada                   | Masayuki Satō                    | Kazuyoshi Funaki              |
| 7.  | 22 września 1996 | Hakuba                 | Olimpijska               | K-120   | –     | Masahiko Harada                   | Adam Małysz                      | Masayuki Satō                 |
| 8.  | 26 września 1996 | Muju                   | Chonju                   | K-120   | –     | Adam Małysz                       | Marco Steinauer                  | Hideharu Miyahira             |
| 9.  | 27 września 1996 | Muju                   | Chonju                   | K-90    | –     | Adam Małysz                       | Ingemar Mayr                     | Hideharu Miyahira             |
| 10. | 14 grudnia 1996  | Chaux-Neuve            | La Côté Feuillée         | K-90    | –     | Andreas Widhölzl                  | Hein-Arne Mathiesen              | Ingemar Mayr                  |
| 11. | 15 grudnia 1996  | Chaux-Neuve            | La Côté Feuillée         | K-90    | –     | Andreas Widhölzl                  | Yukitaka Fukita                  | Hein-Arne Mathiesen           |
| 12. | 21 grudnia 1996  | Brotterode             | Inselbergschanze         | K-98    | –     | Andreas Widhölzl                  | Ingemar Mayr                     | Sven Hannawald                |
| 13. | 22 grudnia 1996  | Lauscha                | Marktiegelschanze        | K-92    | –     | Toni Nieminen                     | Hein-Arne Mathiesen              | Sven Hannawald                |
| 14. | 26 grudnia 1996  | Sankt Moritz           | Olympiaschanze           | K-95    | –     | Martin Höllwarth                  | Yukitaka Fukita                  | Martin Schmitt                |
| 15. | 28 grudnia 1996  | Lake Placid            | MacKenzie Intervale      | K-120   | –     | Jérôme Gay                        | Randy Weber                      | Frode Håre                    |
| 16. | 29 grudnia 1996  | Lake Placid            | MacKenzie Intervale      | K-90    | –     | Frode Håre                        | Jérôme Gay                       | Randy Weber                   |
| 17. | 10 stycznia 1997 | Ramsau                 | Mattensprunganlage       | K-90    | –     | Frank Reichel Hein-Arne Mathiesen |                                  | Roman Křenek Jaroslav Kahánek |
| 18. | 11 stycznia 1997 | Villach                | Alpenarena               | K-90    | –     | Hein-Arne Mathiesen               | Martin Schmitt                   | Jaroslav Kahánek              |
| 19. | 11 stycznia 1997 | Sapporo                | Ōkurayama                | K-120   | –     | Masahiko Harada                   | Kazuhiro Higashi                 | Kazuya Yoshioka               |
| 20. | 12 stycznia 1997 | Planica                | Srednija velikanka       | K-90    | –     | Roman Křenek                      | Markus Eigentler                 | Olaf Hegenbarth               |
| 21. | 12 stycznia 1997 | Sapporo                | Ōkurayama                | K-120   | –     | Yūsuke Kaneko                     | Masahiko Harada                  | Naoki Yasuzaki                |
| 22. | 15 stycznia 1997 | Sapporo                | Miyanomori               | K-90    | –     | Egil Grønn                        | Kazuhiro Higashi                 | Naoki Yasuzaki                |
| 23. | 18 stycznia 1997 | Oberhof                | Hans-Renner-Schanze      | K-120   | –     | Roman Křenek                      | Dionis Wodniew                   | Simen Berntsen                |
| 24. | 19 stycznia 1997 | Oberhof                | Hans-Renner-Schanze      | K-120   | –     | Roman Křenek                      | Martin Schmitt                   | Dionis Wodniew                |
| 25. | 24 stycznia 1997 | Szczyrbskie Jezioro    | MS 1970 B                | K-90    | –     | Andreas Widhölzl                  | Simen Berntsen Roman Křenek      |                               |
|     | 25 stycznia 1997 | Wisła                  | Malinka                  | K-105   | [ 1 ] | odwołany                          | odwołany                         | odwołany                      |
| 26. | 26 stycznia 1997 | Zakopane               | Wielka Krokiew           | K-116   | –     | Roman Křenek                      | Primož Peterka                   | Christof Duffner              |
| 27. | 7 lutego 1997    | Reit im Winkl          | Franz-Haslberger-Schanze | K-90    | –     | Martin Zimmermann                 | Jakub Janda                      | Simen Berntsen                |
| 28. | 8 lutego 1997    | Saalfelden             | Bibergschanze            | K-85    | –     | Martin Höllwarth                  | Ronny Hornschuh                  | Jaroslav Kahánek              |
| 29. | 8 lutego 1997    | Westby                 | Snowflake                | K-106   | –     | Lassi Huuskonen                   | Wilhelm Brenna                   | Matti Hautamäki               |
| 30. | 9 lutego 1997    | Ruhpolding             | Große Zirmbergschanze    | K-108   | –     | Michael Uhrmann                   | Dionis Wodniew                   | Jaroslav Kahánek              |
| 31. | 9 lutego 1997    | Westby                 | Snowflake                | K-106   | –     | Wilhelm Brenna                    | Jussi Hautamäki                  | Matti Hautamäki               |
| 32. | 22 lutego 1997   | Iron Mountain          | Pine Mountain            | K-120   | –     | Simen Berntsen                    | Wilhelm Brenna                   | Hein-Arne Mathiesen           |
| 33. | 23 lutego 1997   | Iron Mountain          | Pine Mountain            | K-120   | [ e ] | Sven Hannawald                    | František Jež                    | Simen Berntsen                |
| 34. | 1 marca 1997     | Ishpeming              | Suicide Hill             | K-90    | –     | Simen Berntsen                    | Wilhelm Brenna                   | Jakub Janda                   |
| 35. | 2 marca 1997     | Ishpeming              | Suicide Hill             | K90     | –     | Tomáš Goder                       | Simen Berntsen                   | Wilhelm Brenna                |
| 36. | 8 marca 1997     | Braunlage              | Wurmbergschanze          | K-80    | –     | Jaroslav Kahánek                  | Dionis Wodniew Martin Zimmermann |                               |
| 37. | 8 marca 1997     | Sapporo                | Miyanomori               | K-90    | –     | Falko Krismayr                    | Kazuhiro Higashi                 | Yūsuke Kaneko                 |
| 38. | 9 marca 1997     | Braunlage              | Wurmbergschanze          | K-80    | –     | Jaroslav Kahánek                  | Hein-Arne Mathiesen              | Dionis Wodniew                |
| 39. | 12 marca 1997    | Zaō                    | Yamagata                 | K-85    | –     | Katsutoshi Chiba                  | Helge Brendryen                  | Choi Heung-chul               |
| 40. | 13 marca 1997    | Zaō                    | Yamagata                 | K-85    | –     | Naoki Yasuzaki                    | Falko Krismayr                   | Yūsuke Kaneko                 |
| 41. | 14 marca 1997    | Courchevel             | Tremplin Le Praz         | K-90    | –     | Ingemar Mayr                      | Jaroslav Kahánek                 | Pavel Věchet                  |
| 42. | 14 marca 1997    | Vikersund              | Vikersundbakken          | K-90    | –     | Christian Meyer                   | Christian Moser                  | Hein-Arne Mathiesen           |
| 43. | 15 marca 1997    | Courchevel             | Tremplin Le Praz         | K-90    | –     | Jaroslav Kahánek                  | Ingemar Mayr                     | Rico Meinel                   |
| 44. | 15 marca 1997    | Vikersund              | Vikersundbakken          | K-90    | –     | Arve Vorvik                       | Marius Småriset                  | Christian Meyer               |
| 45. | 22 marca 1997    | Harrachov              | Čerťák                   | K-90    | –     | Ronny Hornschuh                   | Wilhelm Brenna                   | Arve Vorvik                   |
| 46. | 23 marca 1997    | Harrachov              | Čerťák                   | K-90    | –     | Wilhelm Brenna                    | Jaroslav Kahánek                 | František Jež                 |
| 47. | 30 marca 1997    | Ruka                   | Rukatunturi              | K-120   | –     | Jussi Hautamäki                   | Jouni Kaitainen                  | Jérôme Gay                    |
| 48. | 6 kwietnia 1997  | Rovaniemi              | Ounasvaara               | K-90    | –     | Jani Soininen                     | Jérôme Gay                       | Marko Isokangas               |

## Klasyfikacja generalna
| Miejsce | Zawodnik              | Punkty |
| ------- | --------------------- | ------ |
| 1.      | Jaroslav Kahánek      | 1130   |
| 2.      | Ingemar Mayr          | 939    |
| 3.      | Hein-Arne Mathiesen   | 841    |
| 4.      | Simen Berntsen        | 728    |
| 5.      | Wilhelm Brenna        | 687    |
| 6.      | Roman Křenek          | 683    |
| 7.      | Sven Hannawald        | 615    |
| 8.      | Andreas Widhölzl      | 500    |
| 9.      | František Jež         | 497    |
| 10.     | Martin Zimmermann     | 482    |
| 11.     | Dionis Wodniew        | 476    |
| 12.     | Yukitaka Fukita       | 456    |
| 13.     | Jérôme Gay            | 441    |
| 14.     | Olaf Hegenbarth       | 426    |
| 15.     | Lucas Chevalier-Girod | 419    |
| 15.     | Ronny Hornschuh       | 419    |
| 17.     | Kazuhiro Higashi      | 405    |
| 18.     | Masahiko Harada       | 404    |
| 19.     | Gerhard Schallert     | 401    |
| 20.     | Hideharu Miyahira     | 398    |
| ...     |                       |        |